# Олтушево
Олтушево — деревня  в Вязниковском районе Владимирской области России, входит в состав муниципального образования «Город Вязники».

## География
Деревня расположена на правом берегу реки Клязьмы в 13 км на восток от Вязников.

## История
В конце XIX — начале XX века деревня входила в состав Олтушевской волости Вязниковского уезда. В 1859 году в деревне числилось 64 двора, в 1905 году — 85 дворов, в 1926 году — 115 дворов.
С 1929 года деревня являлась центром Олтушевского сельсовета Вязниковского района, с 1940 года — в составе Перовского сельсовета, с 1965 года — в составе Илевниковского сельсовета, с 2005 года — в составе муниципального образования «Город Вязники».

## Население
| 1859 | 1897 | 1905 | 1926 | 2002 | 2010 | 2021 |
| ---- | ---- | ---- | ---- | ---- | ---- | ---- |
| 488  | ↗512 | ↗700 | ↘693 | ↘100 | ↘65  | ↘43  |